# Skandar Keynes
Alexander Amin Casper Keynes (Londen, 5 september 1991) is een Engels politiek adviseur en voormalig acteur.

## Levensloop
Keynes ging van 2000 tot 2005 naar de Anna Scher Theatre School. Daarna bezocht hij de City of London School. Hij beoefent taekwondo en speelt kornet en dwarsfluit.
Hij is vooral bekend door zijn rol van Edmund Pevensie in de films The Chronicles of Narnia: The Lion, the Witch and the Wardrobe (2005) en The Chronicles of Narnia: The Voyage of the Dawn Treader.

## Familie
Zijn ouders zijn Randal Keynes (een schrijver) en Zelfa Cecil Hourani (van Libanese afkomst). Hij heeft een oudere zus die Soumaya heet.
Keynes is de achterachterachterkleinzoon van de bioloog Charles Darwin. Ook is hij in de verte verwant aan koning Eduard I van Engeland, de Schotse filosoof David Hume en de econoom John Maynard Keynes.